# Rahling
Rahling là một xã trong vùng Grand Est, thuộc tỉnh Moselle, quận Sarreguemines, tổng Rohrbach. Tọa độ địa lý của xã là 48° 59' vĩ độ bắc, 07° 12' kinh độ đông. Rahling nằm trên độ cao trung bình là 237 mét trên mực nước biển, có điểm thấp nhất là 234 mét và điểm cao nhất là 366 mét. Xã có diện tích 21,3 km², dân số vào thời điểm 1999 là 7936 người; mật độ dân số là 37 người/km².

## Thông tin nhân khẩu
| 1801 | 1851  | 1962 | 1968 | 1975 | 1982 | 1990 | 1999 |
| ---- | ----- | ---- | ---- | ---- | ---- | ---- | ---- |
| 919  | 1 382 | 805  | 843  | 857  | 827  | 781  | 793  |

## Địa điểm tham quan
- Nhà thờ St Wendelin
- Nhà thờ St Christophe